# Ponthévrard
Ponthévrard és un municipi francès, situat al departament d'Yvelines i a la regió de Illa de França. L'any 2007 tenia 562 habitants.
Forma part del cantó de Rambouillet, del districte de Rambouillet i de la Comunitat d'aglomeració Rambouillet Territoires.

## Demografia

### Població
El 2007 la població de fet de Ponthévrard era de 562 persones. Hi havia 183 famílies, de les quals 19 eren unipersonals (15 homes vivint sols i 4 dones vivint soles), 52 parelles sense fills, 105 parelles amb fills i 7 famílies monoparentals amb fills.
La població ha evolucionat segons el següent gràfic:
Habitants censats

### Habitatges
El 2007 hi havia 205 habitatges, 188 eren l'habitatge principal de la família, 8 eren segones residències i 9 estaven desocupats. 202 eren cases i 3 eren apartaments. Dels 188 habitatges principals, 174 estaven ocupats pels seus propietaris, 11 estaven llogats i ocupats pels llogaters i 3 estaven cedits a títol gratuït; 5 tenien dues cambres, 6 en tenien tres, 32 en tenien quatre i 146 en tenien cinc o més. 165 habitatges disposaven pel capbaix d'una plaça de pàrquing. A 53 habitatges hi havia un automòbil i a 133 n'hi havia dos o més.

### Piràmide de població
La piràmide de població per edats i sexe el 2009 era:
| Homes | Edats   | Dones |
| ----- | ------- | ----- |
| 0     | 95 o +  | 0     |
| 0     | 90 a 94 | 0     |
| 0     | 85 a 89 | 0     |
| 0     | 80 a 84 | 4     |
| 0     | 75 a 79 | 4     |
| 0     | 70 a 74 | 0     |
| 12    | 65 a 69 | 0     |
| 12    | 60 a 64 | 16    |
| 12    | 55 a 59 | 8     |
| 32    | 50 a 54 | 24    |
| 12    | 45 a 49 | 20    |
| 20    | 40 a 44 | 24    |
| 12    | 35 a 39 | 40    |
| 24    | 30 a 34 | 4     |
| 4     | 25 a 29 | 0     |
| 8     | 20 a 24 | 12    |
| 16    | 15 a 19 | 24    |
| 40    | 10 a 14 | 20    |
| 28    | 5 a 9   | 8     |
| 16    | 0 a 4   | 12    |

## Economia
El 2007 la població en edat de treballar era de 357 persones, 283 eren actives i 74 eren inactives. De les 283 persones actives 262 estaven ocupades (141 homes i 121 dones) i 19 estaven aturades (8 homes i 11 dones). De les 74 persones inactives 36 estaven jubilades, 24 estaven estudiant i 14 estaven classificades com a «altres inactius».

### Ingressos
El 2009 a Ponthévrard hi havia 202 unitats fiscals que integraven 612,5 persones, la mediana anual d'ingressos fiscals per persona era de 25.936 €.

### Activitats econòmiques
Dels 17 establiments que hi havia el 2007, 4 eren d'empreses de construcció, 4 d'empreses de comerç i reparació d'automòbils, 2 d'empreses de transport, 6 d'empreses de serveis i 1 d'una entitat de l'administració pública.
Els 2 serveis als particulars que hi havia el 2009 eren guixaires pintors.

## Equipaments sanitaris i escolars
El 2009 hi havia una escola elemental.

## Poblacions més properes
El següent diagrama mostra les poblacions més properes.